# Chiesa di Gesù e Maria (Castellammare di Stabia)
La chiesa di Gesù e Maria è una chiesa monumentale situata nel centro storico di Castellammare di Stabia ed appartenente alla parrocchia della concattedrale di Santissima Maria Assunta e San Catello.

## Storia
Il 9 aprile 1608, il comune ed il vescovo di Castellammare di Stabia, Ippolito Riva, invitarono ufficialmente in città i padri gesuiti, affidando loro il compito di fondare una chiesa con annesso collegio e sovvenzionandoli con una cifra di circa 300 ducati l'anno: la convenzione tra le due parti venne conclusa circa un anno dopo, il 26 agosto 1609. Fu inoltre un cittadino privato, un certo Pier Giovanni Nocera a dare un forte impulso per la costruzione della chiesa, con un contributo di 13.400 ducati: lo stesso Nocera, secondo quanto riportato nell'atto notarile, decise il nome del complesso in Santa Maria del Soccorso.

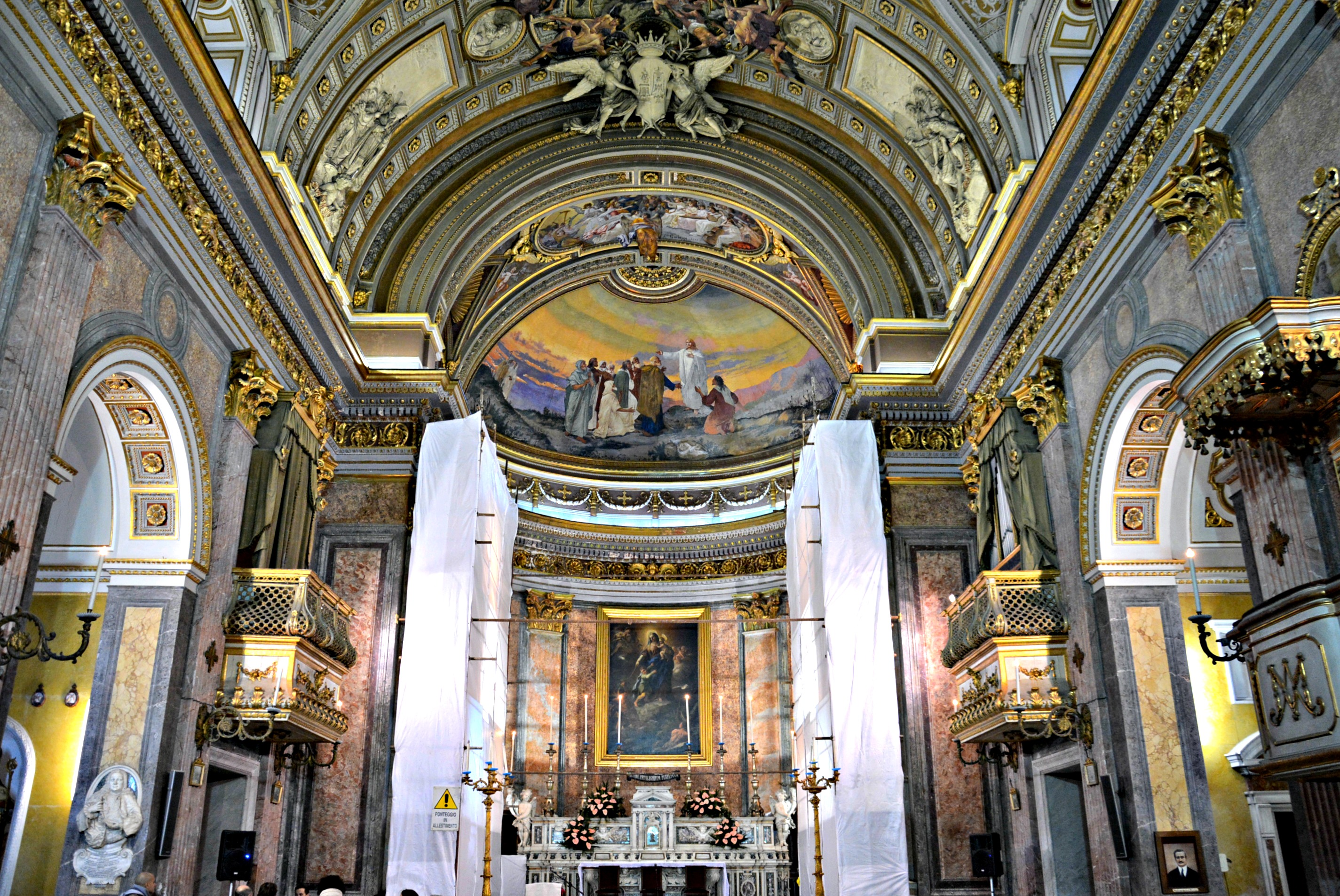
L'interno della chiesa

Tuttavia in città l'arrivo dei nuovi frati non fu visto di buon occhio, soprattutto dagli altri ordini religiosi, come francescani, cappuccini, domenicani, minimi e carmelitani, che vedevano compromessi parte del ricavato dalle offerte e dalle elemosine: nonostante ciò i frati gesuiti arrivano a Castellammare di Stabia il 24 dicembre 1609. I lavori di costruzione della chiesa e del collegio, su disegno di Pietro Provedi ed in seguito alla sua morte su quello di Agazio Stoia, che modificò leggermente il progetto del suo predecessore, iniziarono nel 1614 e già l'anno successivo erano terminati. Nel 1617, come dimostrato da uno scritto dell'epoca, il collegio era abitato da dodici monaci: nella struttura si seguivano lezioni di lettere e svolgere attività ricreative quali musica e teatro.
Il 4 novembre 1767 i gesuiti furono espulsi dal regno di Napoli: la chiesa passò prima nelle mani del comune ed in seguito, il 24 agosto 1786, alla Comunità del Clero, ossia una comunità di sacerdoti stabiesi, riconosciuta nel 1801 e che avevano come padre protettore san Filippo Neri. In circa cinquant'anni la congrega mutò notevolmente l'aspetto del tempio: nel 1800 fu sostituito il piccolo organo con uno più grande, costato circa 170 ducati e realizzato dal maestro Benedetto De Rosa di Napoli, nel 1812 l'altare maggiore, due cappelle e la balaustra furono arricchite con marmi pregiati, nel 1826 fu costruita la nuova sagrestia e tra il 1829 e 1836 furono restaurate le due cappelle rimanenti, realizzato un nuovo coro ligneo e rifatti la facciata e gli stucchi interni; il 19 novembre 1839 la chiesa fu nuovamente consacrata dal vescovo Angelo Maria Scanzano, per festeggiare la conclusione dei lavori di restauro: a seguito di tale evento fu cambiato anche il nome che diventò quello attuale di chiesa di Gesù e Maria. Nel 1825, in occasione della festa del Carmine, fu presente l'intera famiglia reale. Alla fine del XX secolo la chiesa fu sottoposta nuovamente ad un restauro totale, sia del corpo di fabbrica, che della maggior parte delle opere in essa presenti.

## Descrizione

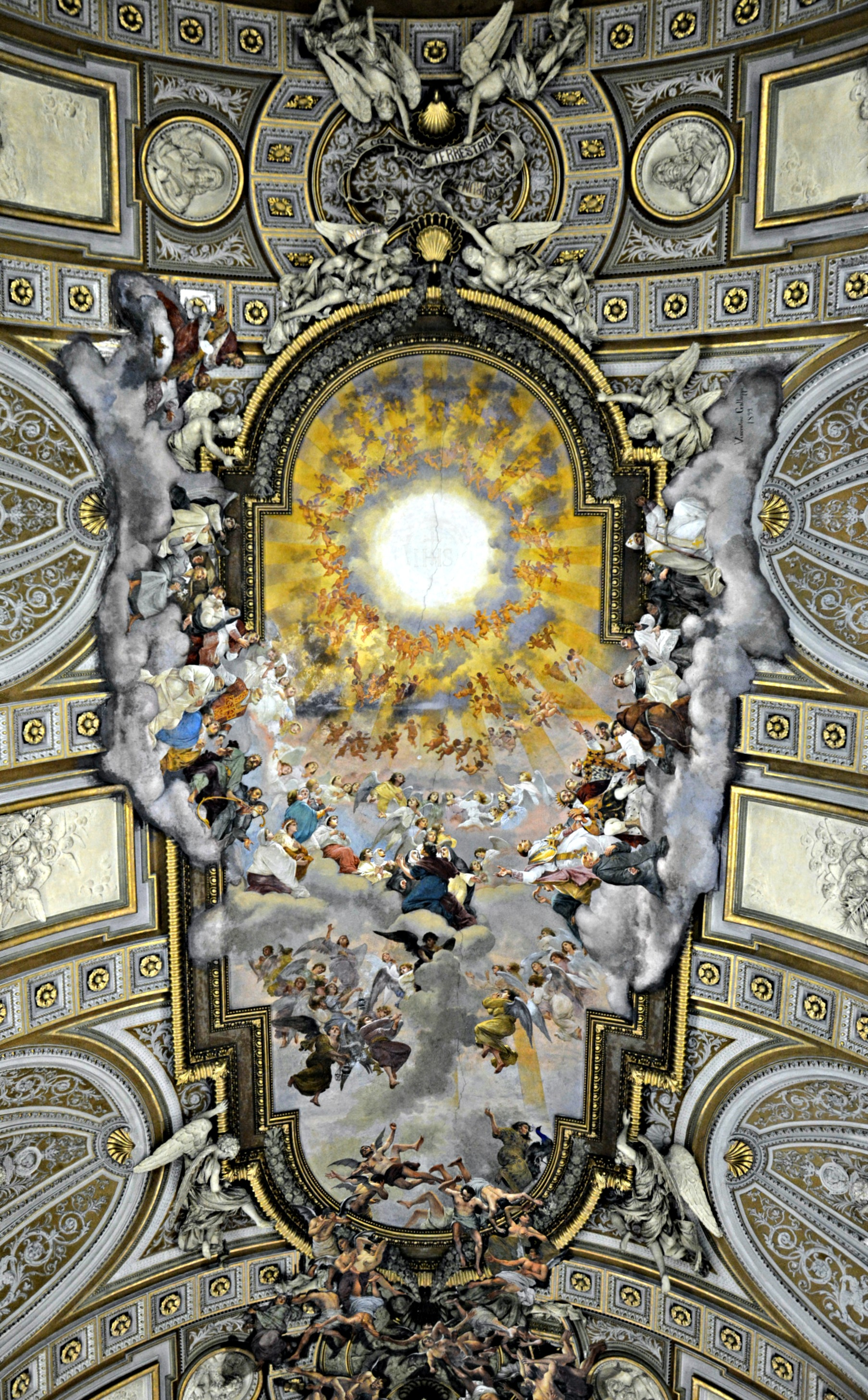
La navata affrescata da Vincenzo Galloppi

La chiesa è a navata unica, con volta a botte, l'altare maggiore racchiuso in un'abside e quattro cappelle laterali, due su ogni lato; la pavimentazione, così come la zoccolatura delle colonne è in marmo, mentre l'illuminazione è garantita mediante sette finestroni. La facciata esterna è caratterizzata da una trabeazione che divide la sezione in due parti: la zona inferiore è decorata con delle lesene, che poggiano su degli alti basamenti; al centro è posto il portale d'ingresso, protetto da un cancello in ferro e sovrastato da un cornicione a mensola, sovrastato a sua volta da un'effigie rappresentante l'emblema della città e del Clero, realizzata tra 1839 e 1841, opera di Giuseppe Filosa. La parte superiore è anch'essa solcata da quattro lesene ed al centro è posto un ampio finestrone; la facciata termina con un timpano triangolare e sul lato destro sono presenti due piccole celle campanarie: la chiesa infatti è sprovvista di campanile.
All'interno, sull'ingresso principale, è posto un dipinto olio su tela di Paolo De Matteis, che rappresenta Sant'Ignazio e San Francesco Saverio che ricevono dal papa il breve della missione; due coretti, entrambi rifatti nel 1790 dal principe Urbano Barberini, che ottenne la possibilità di collegarne uno al proprio palazzo che affiancava sulla chiesa, tramite un ponte coperto, sono posti ai lati dell'altare maggiore. Gli stucchi interni furono realizzati su disegno degli architetti Catello Troiano ed Onorato Greco agli inizi del XIX secolo ed eseguiti dagli stuccatori Agostino Bocchetti di Miano e Andrea Spagnuolo di Castellammare di Stabia. L'altare maggiore e la balaustra sono adornati con marmi precedentemente presenti nella vecchia chiesa dell'Annunziata ad Angri ed a seguito della sua dismissione, comprati dalla congrega del Clero nel 1812, per 330 ducati.
Sull'altare maggiore è presente un quadro raffigurante la Beata Vergine del Rifugio o del Soccorso, opera di Luca Giordano. La volta è stata affrescata da Vincenzo Galloppi con un'opera raffigurante la Gloria di Cristo, completata il 16 luglio 1899 e che andò a sostituire l'affresco precedente di Filippo Andreoli. Lungo la navata si osservano sei affreschi tondi che rappresentano una coppia di angeli che portano i simboli della Vergine, a cui se ne aggiungono altri quattro realizzati nel 1832 nella zona del presbiterio, opera di Giuseppe Viraldi; completano la volta alcune sculture di Gennaio Raino raffiguranti gruppi di santi, martiri, vergini e dottori, stucchi di Francesco e Lorenzo D'Apice e dorature e finti marmi da Francesco Galante e Gaetano Paolillo. L'abside, completato il 1º gennaio 1895, è affrescato nella lunetta da il Discorso della Montagna, realizzato sempre dal Galloppi.

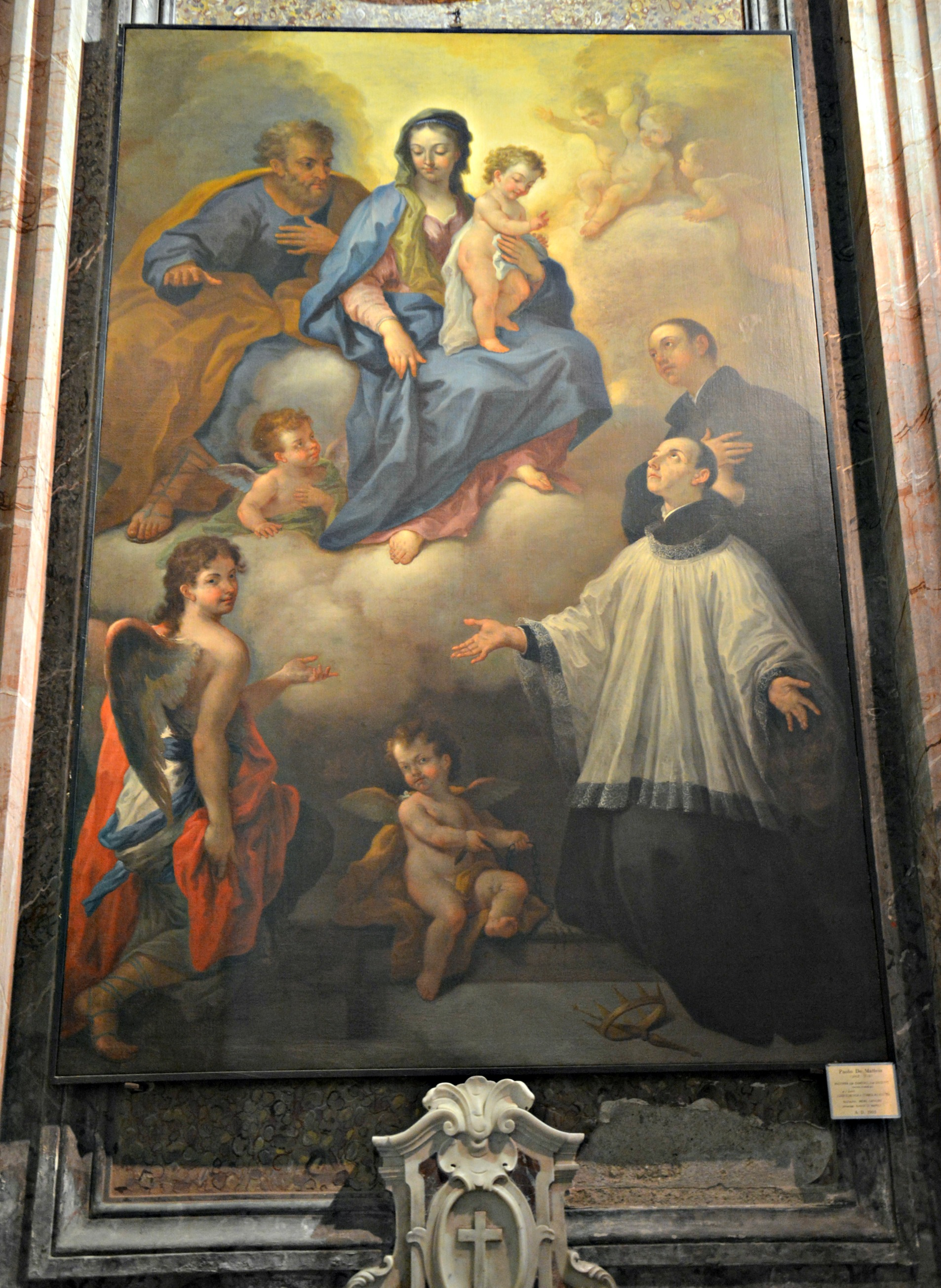
Sacra Famiglia con i santi Luigi Gonzaga e Stanislao Kostka opera di Paolo de Matteis

La prima cappella entrando in chiesa, sulla destra era originariamente dedicata a san Francesco Saverio e di patronato della famiglia Cuomo, i cui stemmi sono posti ai lati dell'altare; oggi invece è dedicata al Cuore di Gesù: in principio sia sull'altare maggiore che ai lati erano presenti delle tele dedicate al santo e alla sua vita, mentre oggi al centro è posta la statua del Sacro Cuore, mentre sul lato sinistro una statua san Giuseppe con il bambino, risalente al 1906. La seconda cappella sul lato destro era dedicata alla Santissima Croce e alla Madonna Addolorata, fino al 24 aprile 1793, quando su richiesta della famiglia D'Apozzo, che ne aveva il patronato dal 1618, fu consacrata alla vergine del Carmelo: al centro venne costruita, adorna di marmi policromi, una nicchia, costata 380 ducati, dove tutt'oggi è posta la statua, la quale proveniva dalla vecchia chiesa dei Carmelitani al molo, distrutta per far posto al cantiere navale; l'altare e la balaustra in marmo risalgono agli anni 1792-93 e costarono 400 ducati; ai lati della cappella due lapidi in marmo. La prima cappella sulla sinistra, provenendo dall'ingresso era originariamente dedicata a Sant'Ignazio, nel 1784 fu intitolata alla vergine Annunziata e il 29 maggio 1836 offerta definitivamente a santa Filomena, a seguito dei lavori di ristrutturazione cominciati l'11 ottobre 1833: la cappella era di patronato della città anche se poi ceduta il 25 febbraio 1836 alla famiglia Del Giudice. La statua dell'Annunziata, presente sull'altare maggiore ancora oggi, fu portata nella chiesa del Gesù da una piccola cappella ormai inutilizzata e nel 1881 era sicuramente affiancata da una statua dell'arcangelo Gabriele, come testimoniato da uno scritto che incita al restauro delle due opere. L'altare e la balaustra in marmo risalgono al 1785, anno in cui furono poste ai lati anche due tele raffiguranti la vita di Sant'Ignazio: oggi del santo rimane una statua posta lateralmente e datata 1907; nel lato opposto una statua in cartone di Sant'Alfonso Maria de Liguori. La seconda cappella sulla sinistra, anch'essa con altare e balausta in marmo, è dedicata alla vergine Addolorata: in principio intitolata a san Luigi, il 16 agosto 1821, la famiglia Longobardi che ne aveva il patronato, ottenuto nel 1617 e poi rinnovato nel 1750, ne dispose il cambio di culto. Fu rimossa e spostata in sacrestia la tela della Sacra Famiglia con i santi Luigi Gonzaga e Stanislao Kostka, di Paolo De Matteis, restaurata e posta vicino all'ingresso e costruita una nicchia adorna di marmi, realizzati da Gaetano Lamberti, costati 436 ducati, nella quale fu posta la statua della Madonna; oggi oltre a tale statua sono presenti una statua di san Nicola del 1909 e una di San Stanislao Kostka recante tra le braccia il bambino Gesù: questa statua fu realizzata nel 1823 a spese di diversi devoti e donata alla chiesa. Ai lati erano presenti due tele una raffigurante san Biagio, l'altra san Girolamo.

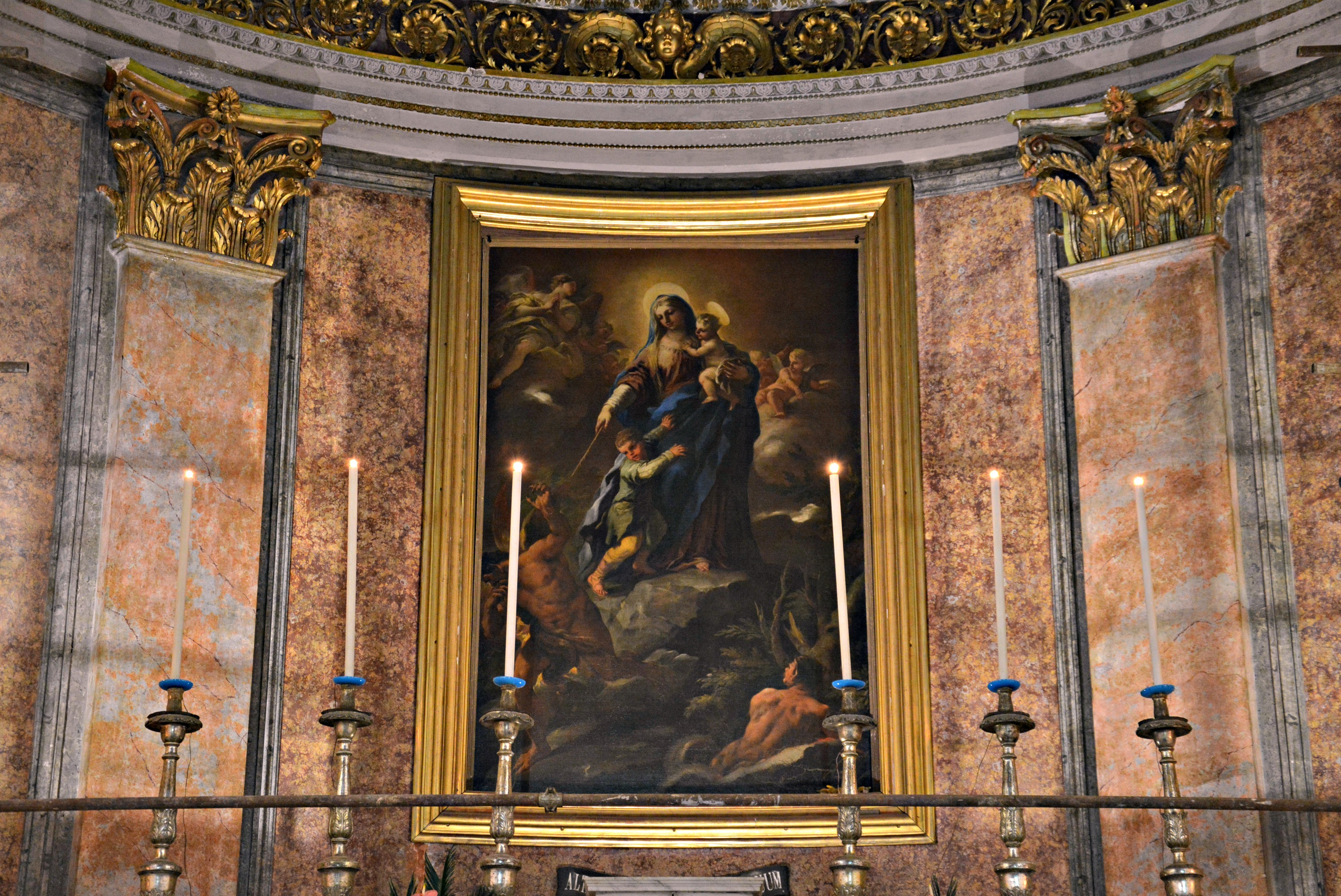
Madonna del Soccorso opera di Luca Giordano

Sono presenti due sagrestie: una risalente alla costruzione della chiesa, l'altra realizzata tra il 1826 ed il 1827, con una spesa pari a 2.040 ducati, su progetto dell'architetto Michele Iennaco. Al suo interno era custodita una statua di san Nicola, san Filippo Neri, san Sebastiano e diversi quadri, mentre altri erano esposti nell'antisagrestia; oggi rimane la statua di san Filippo Neri, oltre ad una statua dell'Immacolata ed un crocefisso, dono di Francesco Paolo Mollo. In precedenza, la sagrestia conservava una tela di san Catello, probabilmente risalente al XVII secolo ed attribuito ad Ippolito Borghese: tale opera fu rubata nella notte tra il 23 e 24 agosto 1976 e ritrovata a Venezia, dopo diciassette anni; oggi è posta tra due cappelle, sul lato sinistro della chiesa.
Annessa alla chiesa, una biblioteca, realizzata nel 1879, i cui primi testi donati furono quelli di Luigi Calvanico, un sacerdote bibliofilo; in seguito la collezione si è notevolmente arricchita nel periodo del secondo dopoguerra con testi provenienti dall'antico seminario: oltre a molti testi del D'Annunzio, conserva collezioni che trattano di teologia, storia, classici italiani e scienze religiose, tra cui la serie latina e greca della Patrologia del Migne. La biblioteca, che conta oltre 20 000 volumi, fu danneggiata dal terremoto dell'Irpinia del 1980 ed in seguito solo in parte recuperata. Nella chiesa è inoltre custodita una macchina da festa utilizzata per l'esposizione del Santissimo Sacramento: in legno policromo, fu creata da intagliatori napoletani tra il XVIII e XIX secolo: per molti anni in disuso, fu rimontata nel 1997, in occasione di una mostra tenutasi al Palazzo Reale di Napoli.